# Antonino Lenio
Antonino Lenio (Salento, tra il 1470 e il 1475 – ...) è stato un poeta italiano.

## Biografia
Ricevette un'educazione umanistica influenzata dalla scuola napoletana di Giovanni Pontano. Fu legato a numerosi umanisti partenopei come Giano Parrasio, Decio Apranio e altri. La sua giovane produzione poetica in latino è influenzata da questo ambiente. Dal 1517 circa, Lenio servì Francesco Del Balzo, conte di Ugento e Castro, probabilmente ospitato presso l’ex convento di Santa Maria della Pietà dei Frati Minori Osservanti, attuale sede del Nuovo museo archeologico.

## Opera
Dedicò il suo poema "Oronte gigante" a Antonia Del Balzo, la figlia del conte. Questo poema è composto da tre libri e contiene 1900 ottave. La sua struttura fonde elementi carolingi e troiani, con un'attenzione alla politica e alla cultura contemporanee.
Il poema riflette eventi storici, come il sacco di Roma del 1527, e offre una fusione unica tra latino e volgare, mostrando influenze da Poliziano, Pulci e Boiardo. Lenio seguì Del Balzo in esilio a Ragusa e successivamente a Venezia, dove completò il terzo libro del poema. A Venezia, si legò a figure come Gerolamo Emo e Gaspare Bembo.
La data precisa della morte di Lenio è sconosciuta, ma probabilmente avvenne a Venezia poco dopo la pubblicazione dell'Oronte gigante.